# Сунчаница
Сунчаница представља поремећај праћен високом температуром и акутним оштећењем мозга, а настаје услед дуготрајног излагања главе и потиљка сунчевом зрачењу без одговарајуће заштите. Ово се углавном дешава у летњем периоду, када је зрачење најинтензивније, а фактори ризика су и висока спољашња температура, велика релативна влажност ваздуха, физички напор итд. Развоју енцефалопатије (благи едем мозга) подложније су лабилне особе, као и особе у алкохолисаном стању, особе без косе и појединци који су прележали одређене болести.

## Клиничка слика
После латентног периода који траје 6-12 часова (некада и дуже) јавља се ошамућеност, главобоља, малаксалост, црвенило лица, мучнина, повраћање које не доноси олакшање и др. Касније се јавља несвестица, халуцинације, некада и грчеви, укоченост врата. Сунчаница је врло озбиљно стање које може резултовати дуготрајном несвестицом, а на понекад и комом или смрћу.

## Терапија
У случају сунчанице, особе се преносе у хлад, расхлађују и ослобађају од сувишне одеће. Ако је пацијент при свести, дају му се хладни напици како би се снизила телесна температура и надокнадила течност. Телесна температура треба треба да падне испод 38 °C.
У амбулантним условима се дају аналгетици у комбинацији са антиеметицима. Осим тога, некада се дају и кортикостероиди, а ако је повређени у коми ставља се у бочни кома положај.
После сунчанице се обично јављају: главобоља која може потрајати данима, преосетљивост на звучне и визуелне надражаје, шум у ушима, раздражљивост и сл.

## Превенција
Сунчаница се можете избећи коришћењем заштите за главу (капе, качкети, шешири), ношењем адекватне одеће, уношењем довољне количине течности и избегавањем дуготрајног боравка на сунцу (посебно у периоду између 11 и 16 часова у летњим месецима, када је зрачење најинтензивније).